# Human (film)
Human è un documentario del 2015, diretto dal regista Yann Arthus-Bertrand.
Il film è stato definito dal regista come il film della sua vita: "abbiamo voglia di essere migliori, dopo questo film. Ci riporta alle nostre vite. Siamo magnifici, e allo stesso tempo si tratta di un film duro, con storie tragiche, ma vi è sempre una parte di umanità".

## Trama
La trama del film verte su tre elementi fondamentali: interviste a persone di tutto il mondo, riprese aeree e musica tradizionale.
Le interviste, che si susseguono rapidamente, sono organizzate secondo blocchi tematici. Le domande, scelte in modo da essere allo stesso tempo personali e universali, riguardano tematiche come la vita, la morte, l'amore, la famiglia, etc.. Gli intervistati parlano nella loro lingua madre, ma lo sfondo è nero, così da nascondere dettagli sulla loro identità locale per permettere l'inserimento di sottotitoli.
Per intermezzare i blocchi tematici e permettere allo spettatore di riflettere, Arthus-Bertrand utilizza riprese aeree di diverse zone del pianeta, un marchio di fabbrica nella produzione dell'autore.
Infine, la musica, composta da Armand Amar, è sviluppata allo scopo di "riflettere la stessa emozione generata dalle interviste", permettendo allo stesso modo al compositore di rappresentare una varietà di culture diverse.

## Produzione
La produzione è durata circa tre anni, durante i quali il regista e i suoi collaboratori hanno intervistato più di 2000 persone provenienti da 60 paesi diversi. A tutti gli intervistati sono state proposte le stesse 40 domande. A ognuno degli intervistati, inoltre, è stato chiesto di guardare fisso in telecamera, sia durante le interviste, sia nelle riprese in silenzio. Queste ultime riprese sono state effettuate dallo staff allo scopo di dare allo spettatore la sensazione di parlare faccia a faccia con un interlocutore che lo guardasse negli occhi.
Primo film finanziato contemporaneamente da due fondazioni no profit, ossia la Bettencourt Schueller e la GoodPlanet, la colonna sonora è stata composta dal compositore israeliano Armand Amar.

## Distribuzione
Il documentario è stato presentato il 12 settembre 2015 tra i film fuori concorso alla 72ª edizione della Mostra internazionale d'arte cinematografica di Venezia. In contemporanea è diffuso in streaming su Youtube e proiettato in 400 sale cinematografiche francesi. A partire dal 29 febbraio 2016 è stato distribuito anche nelle sale cinematografiche italiane. Google, il partner digitale del film, ha reso il film accessibile su YouTube sottotitolato in varie lingue. Human è stato il primo film a essere presentato per la prima volta di fronte all'Assemblea Generale delle Nazioni Unite.